# آخرین دوئل (فیلم ۱۹۸۱)
آخرین دوئل (به انگلیسی: The Last Duel) یک فیلم سینمایی تایوانی محصول سال ۱۹۸۱ میلادی که فیلمنامه اقتباس از رمان می‌باشد.

## بازیگران
- باری چان در نقش لو شیائوفنگ
- لینگ یون
- نورا میائو
- هسو فنگ
- چان وای لاو
- قلع یاو
- چونگ پانگ